# Charlotte Martin
Charlotte Ann Martin (Charleston, 31 ottobre 1976) è una cantautrice e pianista statunitense.

## Discografia

### Album in studio
- 1998 – Mystery, Magic & Seeds
- 2000 – Solo
- 2001 – One Girl Army
- 2004 – On Your Shore
- 2006 – Stromata
- 2007 – Reproductions
- 2009 – Piano Trees
- 2011 – Dancing on Needles
- 2012 – Hiding Places
- 2014 – Water Breaks Stone
- 2017 – Rapture
- 2018 – Clear Blue Sky
- 2019 – Monotonous Night
- 2019 – Dawn

### DVD Live
- 2005 – Something Like a DVD
- 2012 – Hiding Places

### EP
- 2002 – One Girl Army
- 2002 – Test-Drive Songs
- 2003 – In Parentheses
- 2005 – Darkest Hour
- 2005 – Veins
- 2006 – Stromata (EP version)
- 2008 – Orphans
- 2009 – Rarities #1-#6

### Singoli
- Your Armor (2003)
- Every Time It Rains (2004)
- Stromata (2006)
- Keep Me in Your Pocket (2007)
- Christmas Is Near (2007)[1]
- Sweet Things, con Tiësto (2007)[2]
- Volcano (2011)
- Rapture (2017)